# Omar Briceño
Gabriel Omar Briceño Leyva (né le 30 janvier 1978 à Culiacán au Mexique) est un joueur de football international mexicain, qui évolue au poste de défenseur.

## Biographie

### Carrière en sélection
Avec l'équipe du Mexique, il joue 19 matchs (pour aucun but inscrit) entre 2003 et 2005. 
Il figure dans le groupe des sélectionnés lors de la Gold Cup de 2003. Il participe également à la Copa América de 2004.
Il joue enfin un match lors de la Coupe du monde des moins de 20 ans 1997.

## Palmarès
Mexique
- Gold Cup (1) :
  - Vainqueur : 2003.